# Diana Vickers
Diana Vickers, född 30 juli 1991 i Blackburn i Lancashire, är en brittisk singer/songwriter, skådespelerska och modedesigner. Hon fick sitt offentliga genombrott 2008 när hon gick till semifinal i TV-programmet The X Factor.
År 2010 gav hon ut sitt debutalbum Songs from the Tainted Cherry Tree. Hon har skrivit låtar tillsammans med bland andra Eg White, Nerina Pallot och Ellie Goulding.